# Günther Wüst
Günther Wüst (* 21. Mai 1923 in Landstuhl; † 26. März 2003) war ein deutscher Rechtswissenschaftler und Hochschullehrer.

## Werdegang
Wüst studierte ab 1946 Rechtswissenschaft an der Universität Freiburg im Breisgau (1949 erste juristische Staatsprüfung). Nach der Promotion 1950 in Freiburg bei Franz Beyerle über Das Recht der Handwerksgesellschaften und der zweiten juristischen Staatsprüfung 1952 wurde er im selben Jahr ebenda wissenschaftlicher Assistent. 1954 folgte ebenda die Habilitation bei Ernst von Caemmerer und Franz Beyerle über Die Interessengemeinschaft. Er war von 1961 bis 1991 Ordinarius an der Universität Mannheim (bis 1967 Wirtschaftshochschule Mannheim) für Bürgerliches Recht, Wirtschafts-, Handels- und Arbeitsrecht. Zudem war er von 1977 bis 1992 Vorstandsmitglied der Juristischen Studiengesellschaft Karlsruhe.
Seine Forschungsschwerpunkte lagen auf den Gebieten des bürgerlichen Rechts, des Handels-, Gesellschafts-, Binnenschifffahrts-, Wirtschafts- und Arbeitsrechts sowie der freiwilligen Gerichtsbarkeit.

## Schriften (Auswahl)
- Die Gemeinschaftsteilung als methodisches Problem. Karlsruhe 1956: C. F. Müller.
- Die Interessengemeinschaft. Ein Ordnungsprinzip des Privatrechts. Frankfurt am Main 1958: Metzner (zugl. Habil. Univ. Freiburg i. Br. 1954).
- Praktische und theoretische Probleme des Gruppenakkords. Gedanken zur rechtsstaatlichen Durchdringung der Arbeitsordnung. Tübingen 1960: Mohr Siebeck.
- Gläubigerschutz bei der GmbH. Stuttgart 1966: Stuttgart/Berlin/Köln/Mainz: Kohlhammer.
- Gesellschafts- und Verbandsrecht. In: Rudolf Weber-Fas (Hrsg.): Jurisprudenz. Die Rechtsdisziplinen in Einzeldarstellungen. Stuttgart 1978: Kröner, ISBN 978-3-520-47401-8, S. 155–170.
- Gegenwärtige und künftige Haftungsregeln für die Binnenschifffahrt. In: Günther Wiese (Hrsg.): Probleme des Binnenschiffahrtsrechts VI. Heidelberg 1991: Müller, Jur. Verl., ISBN 978-3-8114-8790-1, S. 1–50.